# Luis Alberto Monsalvo
Luis Alberto Monsalvo Gnecco (Valledupar, 27 de septiembre de 1976) es un economista y político colombiano, que ha sido representante a la Cámara por el Cesar, y dos veces gobernador del Cesar (2012-2015; 2020-2021). El 14 de febrero de 2024 la Corte Suprema de Justicia lo condenó por corrupción en la contratación del Plan de Alimentación Escolar (PAE) durante su desempeño como gobernador.

## Familia
Su familia materna de apellido Gnecco es originaria de Italia y se asentó en el sur de La Guajira. Monsalvo Gnecco es hijo del acaudalado ganadero y comerciante cienaguero Luis Alberto "El Muñe" Monsalvo Ramírez y la dirigente política Cielo Gnecco, creciendo en el seno de una de las familias más ostentosas del Cesar. Sus hermanos son Viviana Patricia, Paola y José Jorge Monsalvo Gnecco. Su padre acumula una riqueza de 30 mil cabezas de ganado.
Durante su juventud fue tenista y participó en torneos regionales y nacionales. Monsalvo Gnecco representó al departamento del Cesar en los Juegos Nacionales desarrollados en Pereira y Bogotá. Sobre su infancia y adolescencia el mismo Monsalvo Gnecco dijo que «en el colegio sufría mucho cuando debía exponer en público. En el recreo me daba pena que la gente me mirara o me daba miedo que alguien se me atravesara y me dijera algo».
Su tío por parte de madre, Lucas Gnecco, dos veces gobernador del departamento del Cesar, paga una condena a 24 años de casa por cárcel. Según Monsalvo Gnecco, su tío «no lo apoyó», pero una gran parte de excolaboradores de Gnecco Cerchar pasaron a sus filas y la familia descrita como «una familia que trabaja unida» apoyó sus aspiraciones políticas. Sus controversiales primos también lo han apoyado en la política, notoriamente José Alfredo Gnecco, Flor Gnecco y el gobernador de La Guajira, Juan Francisco Gómez. Monsalvo Gnecco y su familia han sido asociados al paramilitarismo, bandas criminales, corrupción, contrabando de gasolina, ganado, armas y narcotráfico debido a las actividades ilegales de sus parientes, como Jorge Gnecco (asesinado en 2001), el firmante del Pacto de Ralito, José "Pepe" Gnecco, Nelson Gnecco y Juan Francisco Gómez y su socio narcotraficante Marquito Figueroa.

## Educación
Estudió primaria en el Colegio Gimnasio del Norte de Valledupar, y en 1993 egresó como bachiller del Colegio Hispanoamericano en esta misma ciudad. Luego estudió inglés, como segunda lengua, en Vancouver, Canadá. Tiempo después regresó a Colombia, estudió y se graduó el 1 de marzo de 2001 como economista de la Universidad Santo Tomás con énfasis en Administración de Empresas. Continuó su preparación realizando una especialización en Evaluación Social de Proyectos en la Universidad de Los Andes.

## Trayectoria política
Se inició en la política al ser nombrado representante de la juventud del Partido Liberal en el departamento del Cesar, partido que era liderado en el departamento por su tío Lucas Gnecco.

### Representante a la Cámara (2002-2006)
En 2002 se postuló a la Cámara de Representantes por el Partido Liberal. Monsalvo Gnecco estuvo en la misma lista que Álvaro Araújo Castro con quien hicieron acuerdos políticos.
Según la Procuraduría General de la República, el entonces gobernador del departamento del Cesar, Rafael Bolaños Guerrero utilizó recursos y personal de la gobernación a su disposición para la campaña de Monsalvo Gnecco y fue dirigida por su mamá, Cielo Gnecco, quien a través de la figura de la primera dama ad honorem del Departamento, logró persuadir a los electores para que votaran a favor de su hijo. Según comprobó la Procuraduría, la campaña a la Cámara de Monsalvo Gnecco también fue beneficiada con contratos de publicidad que Bolaños le otorgó a la firma Sierra Comunicaciones Ltda, cuya junta directiva estaba dirigida por allegados a la campaña. La Procuraduría también encontró que Bolaños Guerrero contrató en época de contienda electoral con la empresa Servitur, por un monto cercano a los 9 millones de pesos, el transporte de funcionarios de la Gobernación a varios municipios de la región Caribe con el fin de apoyar la campaña de Monsalvo Gnecco. Como resultado, el gobernador del Cesar, Bolaños Guerrero fue destituido del cargo e inhabilidad para ejercer cargos públicos por 12 años.
Una vez elegido Monsalvo con 21 981 votos, ejerció como representante durante el período 1 de enero de 2002 y 31 de diciembre de 2006; integró la Comisión Segunda de la cual fue vicepresidente entre el 10 de marzo de 2003 y el 8 de marzo de 2004.
Monsalvo Gnecco fue autor de varios proyectos de ley.
Durante dicho período logró gestionar la financiación de infraestructura, dotación y reconstrucción de 40 aulas en distintas instituciones educativas en el departamento Cesar; también gestionó el proyecto asociativo de las Minas de Iracal, a través del cual 107 familias desplazadas de Valledupar obtuvieron créditos para la compra de vientres de ganado y la siembra de maíz y yuca, apoyado y financiado por la Red de Solidaridad, Incoder y Finagro, con recursos que superaron los 1.829 millones de pesos.

### Elecciones parlamentarias de 2006
Monsalvo Gnecco fue candidato nuevamente a la cámara de representantes pero perdió por 6 mil votos frente al candidato Pedro Muvdi. Monsalvo Gnecco aseguró que en las elecciones "hubo fraude".

### Gobernador del Cesar (2012-2015)
Según la revista Semana, durante el Festival de la Leyenda Vallenata de 2011, Monsalvo Gnecco fue reportado por violar las normas electorales, ya que su campaña a la gobernación repartió volantes y varios objetos de propaganda política a favor de su candidatura.
Su candidatura fue apoyada por importantes líderes de las principales colectividades del país en el Cesar. Del Partido de la U contó con el apoyo del exalcalde de Valledupar Rubén Carvajal, su primo y candidato al senado José Alfredo Gnecco, Carmen Cecilia Gutiérrez y Franco Ovalle Angarita del partido Cambio Radical. El representante Fernando de la Peña del PIN y dirigentes de Partido Liberal como el exalcalde de Valledupar Ciro Pupo, Giovanny Romero Ramírez y Oscar Guerra también le apoyaron. Su candidato a la alcaldía de Valledupar, Gonzalo Gómez Soto fue derrotado por Fredys Socarrás. Sin embargo, en el departamento del Cesar, el grupo de Monsalvo Gnecco consiguió la mayoría de alcaldías. Igualmente obtuvo mayoría en la Asamblea Departamental, lo cual le garantizaría facilidad en la aprobación de ordenanzas. La campaña política estuvo asesorada por el polémico JJ Rendón.
Monsalvo Gnecco fue elegido el 30 de octubre de 2011 por el Partido de la U en las elecciones regionales del 2011 apoyado por Juan Manuel Santos y Álvaro Uribe Vélez. Monsalvo Gnecco obtuvo 172 064 votos, equivalentes al 49,21 % del total. En segundo lugar quedó el candidato de Afrovides Arturo Calderón. Asumió el cargo de Gobernador del departamento del Cesar el 1 de enero de 2012, en ceremonia llevada a cabo en la plaza de la gobernación. Su madre, Cielo Gnecco asumió el cargo de primera dama del departamento. Según La Fundación Arcoíris, Monsalvo Gnecco fue asociado entre la cuestionada empresaria del chance Enilce López conocida con el alias de ‘La Gata’, a través de Benjamín Calderón conocido como ‘El Gatico’, quien es gerente de Uniapuestas Unidas del Cesar y tenía orden de captura en su contra por presuntos nexos con paramilitares. Sin embargo, Monsalvo Gnecco reportó ante el Consejo Nacional Electoral que su campaña había utilizado 744 883 000 millones de pesos, de los cuales 624 millones de pesos habían sido donados por su padre, Luis Alberto Monsalvo Ramírez y el resto un crédito por 120 millones de pesos. 
El periodista Alonso Sánchez Baute describió a Monsalvo Gnecco como un «joven hermético y con dificultades de comunicación que lo llevan a establecer contacto con sus electores sólo a través de sus redes sociales».
Durante su gestión en la gobernación, Monsalvo Gnecco tuvo control de millonarios recursos de las regalías del carbón por un monto alrededor de 414 mil millones de pesos otorgados por el Sistema General de Regalías y los OCAD Departamentales y autorizó la ejecución de proyectos de construcción de la Plaza de Ferias de Valledupar; la construcción de 2800 viviendas para 12 mil beneficiarios en siete municipios en asociación con recursos del Gobierno Nacional y alcaldías locales. Construyeron un Centro Integral de Educación para cinco mil estudiantes en el municipio de Codazzi; una planta de aguas residuales; el Muelle Flotante de Chimichagua; el estadio de fútbol de Valledupar; el Archivo Departamental del Cesar; el Hospital de Aguachica; 350 mil millones de pesos en 900 kilómetros de pavimentación de vías secundarias y terciarias, como la vía El Zanjón-Pueblo Bello. El Centro de la Cultura Vallenata. Como apasionado del tenis en su juventud, gestionó y logró la construcción del Complejo de Tenis de Valledupar, a pesar de que el deporte es poco practicado en la región.
La administración Monsalvo también construyó el Centro de Desarrollo Tecnológico para la ganadería y la pesca (CDT) en el Cesar, financiado bajo "ciencia y tecnología" para tecnificar el campo. El centro incluye un laboratorio de fecundación in vitro. Sin embargo, a diciembre de 2016, la Contraloría General de la República anunció irregularidades con el hallazgo por 25 mil millones de pesos en el CDT.
Otro proyecto que impulsó la administración Monsalvo Gnecco en conjunto con el Gobierno Nacional y el gobierno local es el de la sede en el municipio de La Paz de la Universidad Nacional de Colombia que tendría capacidad para unos 10 mil estudiantes por un valor que alcanza la suma de 41 mil millones de pesos. El proyecto sin embargo presentó problemas por la mala calidad de los materiales y el cumplimiento de ejecución.
Según datos del Sistema General de Regalías, al 30 de abril de 2014, se habían aprobado para la Gobernación del Cesar y los municipios cesarense cerca de 218 proyectos por 706 074 millones de pesos. De los cuales: 27 estaban terminados por 30 851 millones de pesos, 122 estaban en estado de ejecución por 444 794 millones de pesos, 29 en proceso de contratación por 47 860 millones de pesos, 35 sin inicio de proceso de contratación por 163.766 millones de pesos y 5 proyectos no contaban con información en el sistema Gesproy. Según fuentes citadas por el portal La Silla Vacía, la millonaria contratación del departamento del Cesar es manejada por el hermano del gobernador Monsalvo Gnecco, José Jorge.
Gracias a la gestión de su primo, el gobernador de La Guajira, Juan Francisco ‘Kiko’ Gómez Cerchar, el gobernador Monsalvo Gnecco fue elegido Presidente de la Federación de Departamentos. La movida fue cuestionada debido a los nexos que Kiko Gómez tiene con el contrabando en La Guajira en la frontera entre Colombia y Venezuela y la función anti-contrabando que cumple la Federación de Departamentos.
Monsalvo Gnecco también firmó varios acuerdos políticos con los habitantes de los barrios ilegales o de invasión en los predios de propiedad de Alberto Pimienta Cotes como de los de Oscar Guerra Bonilla, en los que "se comprometía, a cambio del voto de los invasores, a no desalojarlos de los terrenos invadidos". Debido a esto se ordenó su arresto en dos ocasiones al desacatar órdenes judiciales para adelantar el desalojo como lo estableció la Corte Constitucional de Colombia.
En octubre de 2015, según fuentes de Semana y Ariel Ávila, la financiación de la campaña de Monsalvo a la gobernación se dio en parte a través de un préstamo que habría hecho el controvertido contratista Alfonso Hilsaca, que a cambio habría recibido varios contratos para su empresa AGM Desarrollos SAS, cuyo representante es su hijo, Gabriel Elías Hilsaca Acosta. Entre estos contratos figuran la construcción del acueducto Los Venados, Caracolí, El Perro y Guaymaral por un monto de 8871 millones de pesos, una concesión a 20 años del alumbrado público del municipio de Aguachica por un valor de 4807 millones de pesos, la construcción del parque ambiental y sanitario en el municipio de Becerril por 2500 millones de pesos, entre otras obras listadas en el portal único de contratación.

### Gobernador del Cesar (2020 - 2023)
Según el subdirector de la Fundación Paz y Reconciliación, Ariel Ávila, Monsalvo Gnecco empezó su campaña para las elecciones regionales de Colombia de 2019 el 24 de diciembre de 2018, más de seis meses antes de lo permitido por la ley. Lanzó oficialmente su campaña el 3 de agosto de 2019 en la Plaza Primero de Mayo de Valledupar, en representación del partido Cambio Radical y coavalado por los partidos de la U y Liberal (bajo Coalición Alianza por el Cesar). Su postulación a la gobernación fue cuestionada por medios de comunicación como RPT Noticias debido a que durante su periodo como gobernador en 2012-2015 la Procuraduría le formuló pliego de cargos en seis procesos por irregularidades durante su administración. También hubo reparos a la candidatura de Monsalvo Gnecco debido a los millonarios obras que dejó incoclusas, en particular el Estadio Armando Maestre en Valledupar que no fue terminado a pesar del millonario contrato y múltiples adiciones presupuestales.
Monsalvo contó con el apoyo de los congresistas: Alfredo Cuello Baute, Eloy Quintero Romero y José Eliécer Salazar, de su primo el senador José Alfredo Gnecco y el senador Didier Lobo, y a nivel regional con gente cercana a los 24 alcaldes municipales del Cesar, según el Semanario La Calle.
En las elecciones de octubre de 2019, Monsalvo Gnecco venció con 279,414 votos a la candidata del Centro Democrático, Claudia Margarita Zuleta, hija del cantante Poncho Zuleta, y tomó posesión como gobernador del Cesar en reemplazo de Franco Ovalle el 1 de enero de 2020. El acto de posesión fue realizado en conjunto con el nuevo alcalde de Valledupar Mello Castro González, con quien hizo alianzas políticas.
Fue suspendido de sus funciones el 27 de julio de 2020, al haber sido condenado por la Corte Suprema de Justicia por corrupción electoral, pues habría ofrecido un terreno baldío a 800 familias víctimas del Conflicto Armado a cambio de sus votos, en el marco de las elecciones regionales a Gobernador en 2011. Como su reemplazo temporal fungió el Secretario de Agricultura Wilson Solano García. Sin embargo, fue reincorporado al cargo el 1 de octubre del mismo año, al haber sido absuelto por el alto tribunal.
El 18 de agosto de 2021 el Tribunal Superior de Bogotá ordenó una medida de detención en su contra por irregularidades en contratos que firmó durante su primer periodo, de 2012 a 2015. Específicamente, se le acusa de peculado por apropiación y contratación sin cumplimiento de requisitos legales en un contrato que Monsalvo Gnecco habría firmado en 2015 para el Programa de Alimentación Escolar (PAE), en el que la Fiscalía General de la Nación ha identificado un presunto detrimento patrimonial por más de 3000 millones de pesos por sobrecostos y otras nueve irregularidades.
El 26 de agosto fue suspendido del cargo y reemplazado interinamente por Andrés Meza Araújo.

## Condenas
El 18 de agosto de 2021 el Tribunal Superior de Bogotá ordenó una medida de detención en su contra por irregularidades en contratos que firmó durante su primer periodo, de 2012 a 2015. Específicamente, se le acusa de peculado por apropiación y contratación sin cumplimiento de requisitos legales en un contrato que Monsalvo Gnecco habría firmado en el 2015 para el Programa de Alimentación Escolar (PAE), en el que la Fiscalía General de la Nación ha identificado un presunto detrimento patrimonial por más de 3000 millones de pesos por sobrecostos y otras nueve irregularidades.
El 26 de agosto de 2021 fue suspendido del cargo y reemplazado interinamente por Andrés Meza Araújo.